# Chikaraishi

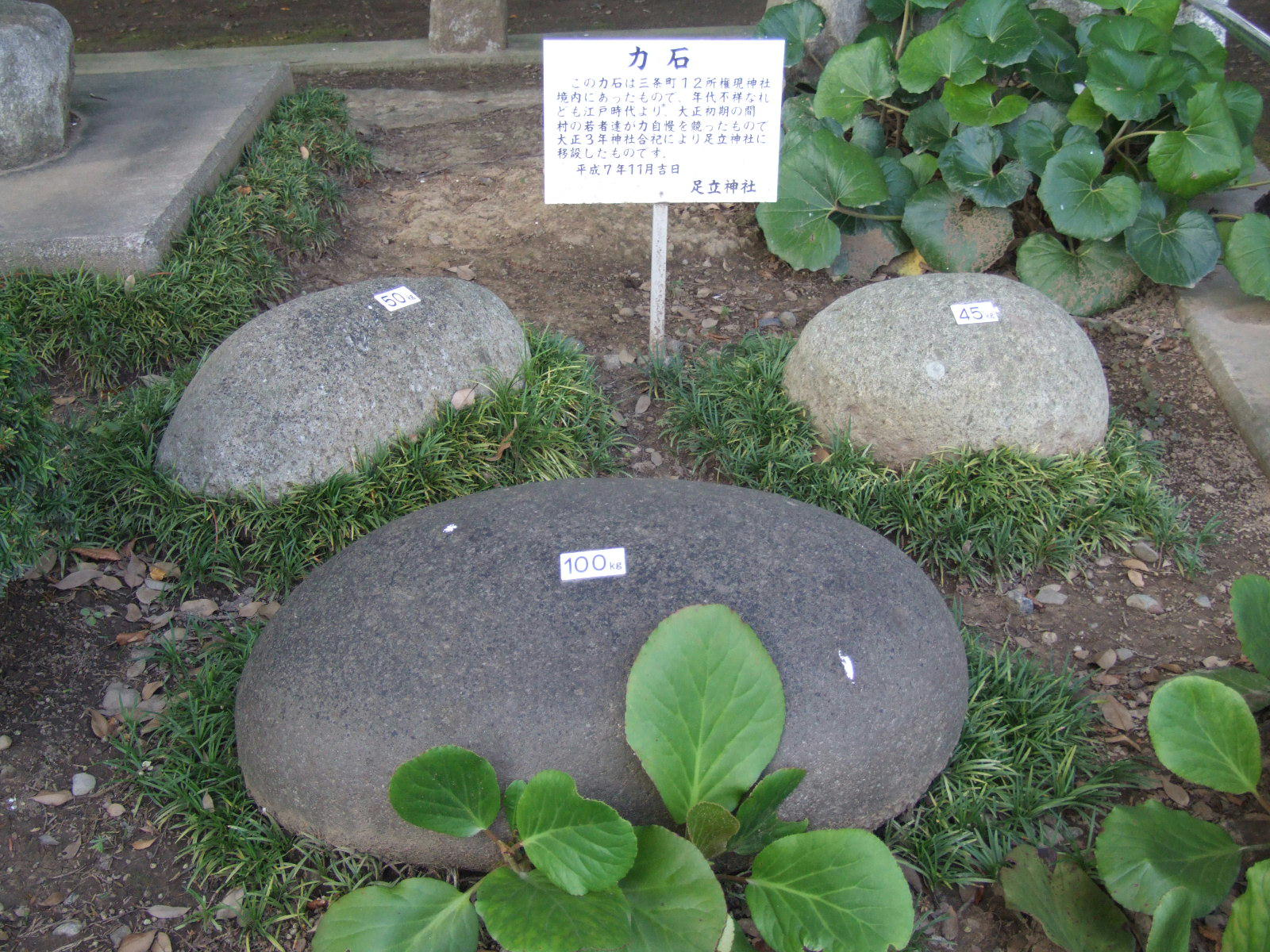
Chikaraishi au sanctuaire Adachi.

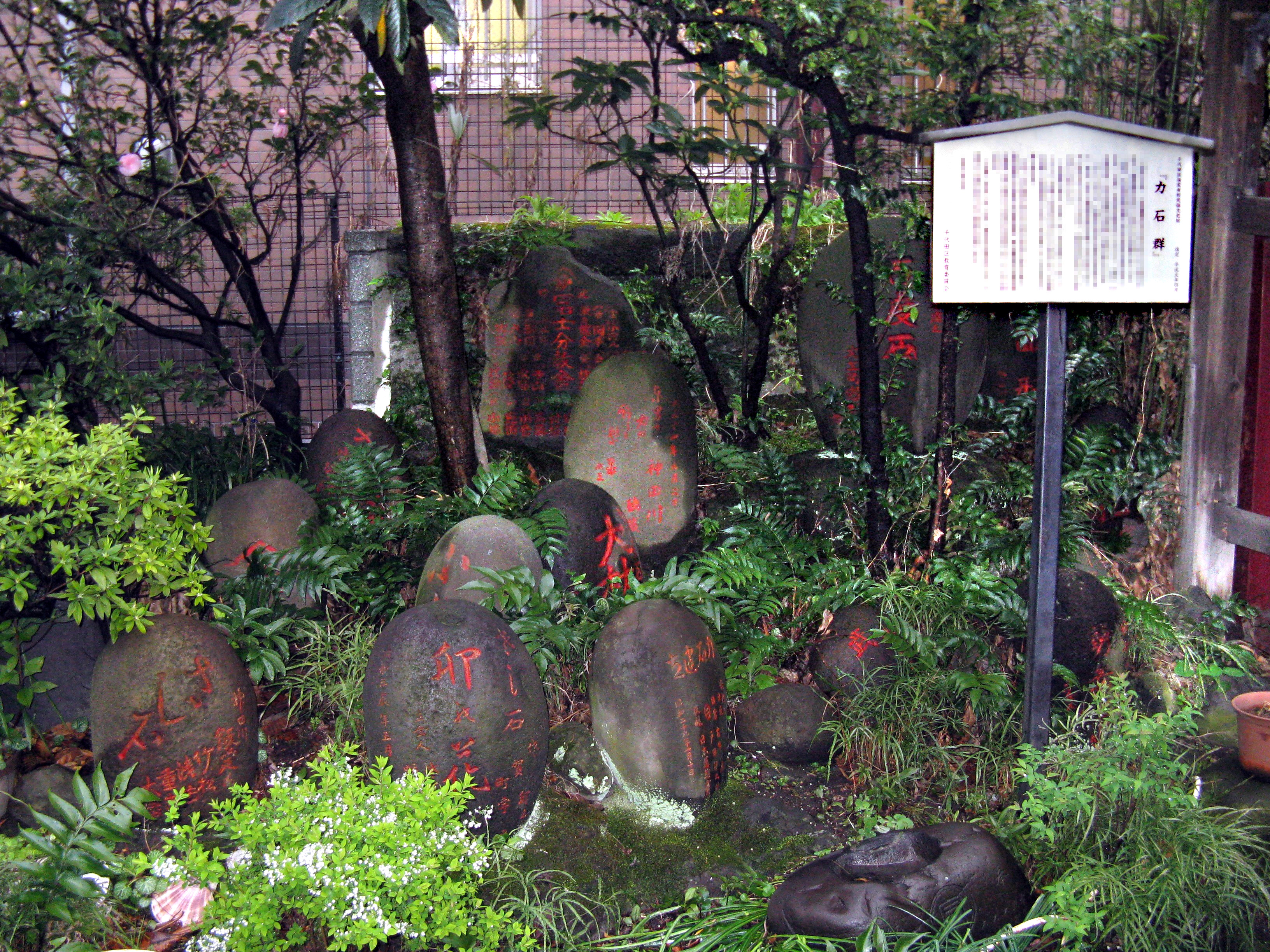
Chikaraishi au Yanagimori-jinja.

Les chikaraishi (力石, chikaraishi, littéralement « pierres de force ») (aussi appelées 秤石 (hakari-ishi, « pierres pesantes ») ou bijuru (okinawaïen)) sont de lourdes roches utilisées au moins depuis le VIIIe siècle de notre ère au Japon pour développer ou démontrer la force physique. Trouvées couramment dans les sanctuaires shinto, elles sont utilisées pour la compétition, la divination, le maintien de la condition physique et les loisirs ; quelques exemples célèbres sont également devenus des attractions touristiques. Un certain nombre de formes concurrentielles de pierre levée existent, employant différentes techniques physiques,.

## Histoire
Les pierres de force se trouvent dans tout le Japon, souvent dans les sanctuaires shinto,. En 2005, quelque 14 000 d'entre elles ont été recensées dans les sanctuaires japonais dont environ 300 sont désignées biens culturels importants. Sur beaucoup sont inscrits les noms et les exploits de ceux qui les ont levées. Le Nippo Jisho, aussi intitulé le Vocabvlario da Lingoa de Iapam, dictionnaire japonais / portugais publié en 1603, inclut le terme chikaraishi dans le document écrit dès le XVIIe siècle. Le Nippo Jisho, publié à Nagasaki et associé au prêtre jésuite João Rodrigues (1561 ou 1562 – 1633), enregistre de la même façon à la fois la prononciation moderne et la forme écrite du terme chikaraishi.
La plus ancienne pierre gravée connue provient du mont Shinobu et date de 1664. La première incidence enregistrée de lever de pierre de force est attribuée au samouraï Kamakura Gongorō Kagemasa en 1089. Cependant la pratique elle-même est beaucoup plus ancienne, datant d'avant le VIIIe siècle. C'est l'un des rares sports traditionnels à n'être pas uniquement l'apanage de la classe des samouraïs puisqu'il est populaire parmi les paysans et les brasseurs de saké
. Ces deux professions apprécient le travail manuel des jeunes et des pratiques semblables, appelées kyokumochi, existent aussi qui impliquent des levages de sacs de riz ou de barils de saké,.
L'aspect sportif de la pierre levée se développe à Edo autour du XVIIe siècle, suivant probablement l'évolution des concours des levers de sacs des manutentionnaires et des ouvriers. Historiquement, le lever de pierres de force est exclusivement pratiqué par des hommes.
La pratique du levage de pierres de force est particulièrement populaire au XIXe siècle et au début du XXe siècle (ce qui coïncide approximativement avec l'ère Meiji), avec organisation de compétitions qui y sont consacrées. Les pierres utilisées en compétition sont généralement inscrites avec leur poids, mesuré en 貫 (kan) (unité d'environ 3,75 kg), et même si elles ne sont pas naturellement lisses, sont souvent sculptées en une forme plus ou moins ovale.
Certaines pierres de force sont devenues des attractions touristiques en raison des légendes qui leur sont rattachées. À Nerima par exemple, les touristes visitent encore la pierre Kannon à tête de cheval de Sobei, pierre de force associée à l'histoire de Kato Sobei de 1840. Selon la légende, on a donné à Sobei une grosse pierre qu'il a réussi à soulever. Cependant, son cheval s'est effondré et est mort sous le poids du roc et, en sa mémoire, il a érigé la pierre comme marqueur de la tombe de sa monture. Une autre pierre célèbre est le Benkei-Ishi, énorme rocher prétendument déplacé de l'actuelle Himeji dans la préfecture de Hyōgo à son emplacement moderne sur le mont Shosha (ja) par le héros populaire Benkei (1155-1189),. Le Benkei-Ishi peut être admiré au Engyō-ji, au-dessus de Himeji.

## Objet
Un manque général de documents officiels rend difficile de vérifier l'usage prévu du levage de pierres. Il a été supposé que la pratique était destinée à la compétition, à améliorer la condition physique ou à des fins de divertissement (les lutteurs sumo sont connus pour effectuer de tels exploits entre les combats pour le divertissement de leur public).
Les enregistrements de techniques et gagnants de compétitions (tels que la liste de 1836 des Hommes de force à Edo qui classe les concurrents selon les poids levés) indiquent un aspect concurrentiel à cette pratique,.
Les pierres de force sont utilisées de nos jours pour la formation de la force, en particulier dans les arts martiaux où de telles pratiques sont appelées hojo undō (en). Des pierres spéciales sont fabriquées à cet effet, en général avec un manche en bois pour faciliter leur manipulation ; ces pierres sont également connues sous le nom chi ishi,. Il s'agit d'une pratique courante dans le karaté, utilisée dans la formation en solo pour améliorer les positions et la force du haut du corps.

## Usage pour la divination
La prévalence des pierres dans les temples bouddhistes et les sanctuaires shinto a mené à l'idée que le lever de roche était utilisé pour deviner l'avenir, pratique connue sous le nom 石占 (ishi-ura),. La facilité avec laquelle un requérant levait les pierres indiquant la probabilité selon laquelle son résultat souhaité se produirait,. L'ishi-ura était notamment pratiquée dans l'ancienne province de Shinano, de nos jours la préfecture de Nagasaki. De plus petites versions de ces pierres étaient parfois placées près du lit d'un enfant avec la conviction que cela renforcerait l'enfant.

## En sport
Plusieurs formes de concurrence sont employées dans le levage de pierre, chacune utilisant parfois un type particulier de pierre. L'石差 (ishizashi, « pierre différentes ») est la forme la plus simple, requérant des concurrents qu'ils élèvent une roche d'environ 70 kg, appelée サシ石 (sashi-ishi), du sol jusqu'au-dessus de la tête. Il était permis aux participants de faire une pause et d'ajuster leur emprise une fois que la roche était à hauteur de poitrine. Les concours d'石担 (ishikatsugi, « pierre montée à l'épaule ») exigeaient que la pierre soit levée au niveau de l'épaule ; cette forme employait des roches plus lourdes (jusqu'à 240 kg), appelée カタゲ石 (katage-ishi) 
et autorisait l'utilisation d'une corde enroulée autour de la pierre. Dans les compétitions d'石運び (ishihakobi, « portage de pierre »), le but était de porter la pierre le plus loin possible, le gagnant étant naturellement l'homme qui portait la pierre sur la plus grande distance, tandis que les compétitions d'足受 (ashiuke, « réception du pied ») présentaient des pierres très lourdes qui étaient levées avec les pieds par les concurrents allongés sur le dos. Les roches qui étaient trop lourdes pour être soulevées étaient employées dans les 石起し (ishiokoshi, « levage de pierre »), en employant un type de pierre appelées チギリ石 (chigiri-ishi), dont l'objectif était de soulever une pierre de sorte qu'elle soit en équilibre sur son bord,.
Des concours de levage de pierres ont encore lieu de nos jours. La ville de Sōja dans la préfecture d'Okayama organise un concours annuel auquel participent des équipes locales,.

### Note
1. ↑  Le Nippo Jisho romanise chikaraishi en chicara ix ; la différence dans l'épellation reflète la première romanisation portugaise du japonais et non une différence entre les prononciations du début du XVIIe siècle et la prononciation moderne du nom